# Окленд (Калифорния)
О́кленд (англ. Oakland [ˈoʊklənd], дословно — «земля дубов») — город, расположенный в округе Аламида штата Калифорния, США. Население составляло 440 646 человек (2020 г.). Является окружным центром Аламиды. Расположен на побережье залива Сан-Франциско, третий по населению город Области залива Сан-Франциско после Сан-Хосе и Сан-Франциско.

## История
Дважды (1956, 1993) город был награждён премией All-America City Award (с англ. — «Всеамериканский город») присуждаемой Национальной гражданской лигой, которую неофициально называют «Нобелевской премией за конструктивное гражданство» и которая выдается за активную гражданскую позицию жителей некорпоративных сообществ Соединённых Штатов в жизни местного самоуправления. 

## География

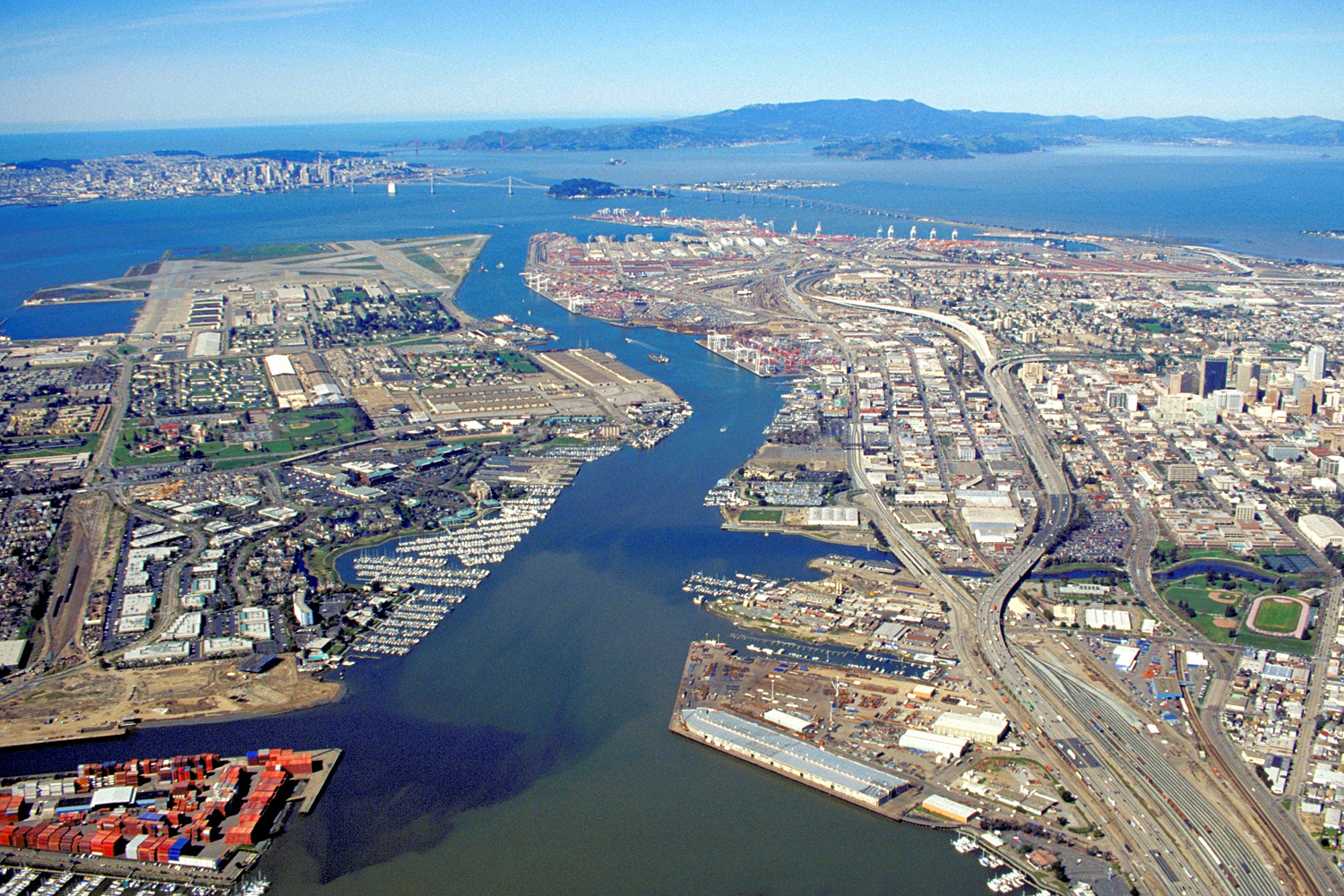
Вид города с воздуха

По данным Бюро переписи населения США Окленд имеет площадь в 201,66 км², из которых 144,75 км² занимает земля и 56,9 км² — вода (28,22 % от всей его площади). Две трети территории занимает равнина, примыкающая к заливу, и одна треть расположена на холмах. Одной из достопримечательностей Окленда является озеро Лэйк-Мерритт (англ. Lake Merritt) — крупнейшее солёное озеро США, расположенное в городской черте.
Город Эль-Монте расположен на высоте 13 метров над уровнем моря.

### Климат
Климат Окленда по температуре и сезонной влажности близок к среднеземноморскому. Он сочетает характерные черты прибрежных городов, таких как Сан-Франциско, и удалённых от побережья, таких как Сан-Хосе. В Окленде обычно теплее чем в Сан-Франциско и холоднее чем в Сан-Хосе. Хотя он не примыкает непосредственно к Тихому океану, расположение города относительно залива Сан-Франциско, прямо напротив пролива Золотые ворота, является причиной сильного морского тумана летом. Так как значительная часть города отдалена от побережья, туман рассеивается к полудню и днём обычно солнечно.
| Показатель                                                                | Янв. | Фев. | Март | Апр. | Май  | Июнь | Июль | Авг. | Сен. | Окт. | Нояб. | Дек. | Год  |
| ------------------------------------------------------------------------- | ---- | ---- | ---- | ---- | ---- | ---- | ---- | ---- | ---- | ---- | ----- | ---- | ---- |
| Абсолютный максимум, °C                                                   | 26   | 28   | 31   | 36   | 41   | 41   | 39   | 37   | 43   | 39   | 29    | 24   | 43   |
| Средний суточный максимум, °C                                             | 15,4 | 16,9 | 18,2 | 19,3 | 20,3 | 22,1 | 22,0 | 22,7 | 23,7 | 22,6 | 18,8  | 15,4 | 19,8 |
| Средняя температура, °C                                                   | 11,4 | 12,6 | 13,7 | 14,7 | 16,0 | 17,4 | 17,8 | 18,4 | 18,8 | 17,6 | 14,2  | 11,3 | 15,3 |
| Средний суточный минимум, °C                                              | 7,3  | 8,4  | 9,3  | 10,2 | 11,6 | 12,8 | 13,7 | 14,2 | 14,0 | 12,6 | 9,7   | 7,3  | 10,9 |
| Абсолютный минимум, °C                                                    | −1   | −2   | 1    | 3    | 6    | 9    | 11   | 10   | 9    | 6    | 2     | −3   | −3   |
| Среднее число дней с осадками                                             | 10   | 10   | 10   | 6    | 4    | 1    | 0    | 0    | 1    | 3    | 7     | 11   | 63   |
| Норма осадков, мм                                                         | 110  | 110  | 82   | 35   | 19   | 5    | 0    | 1    | 3    | 29   | 62    | 118  | 574  |
| Источник: Национальное управление океанических и атмосферных исследований |      |      |      |      |      |      |      |      |      |      |       |      |      |

## Транспорт
В городе расположено несколько станций BART и Международный аэропорт Окленда.

## Население
Население Окленда в 2020 году составляет 440 646 человек.
По оценкам Бюро по переписи населения США (2010) население города составляли:
- 34,5 % — белые
- 28,0 % — афроамериканцы
- 16,8 % — азиаты
- 0,8 % — индейцы
- 0,6 % — полинезийцы
- 13,7 % — другие расы
- 5,6 % — метисы.

Испаноязычное население различных рас составляло 25,00 % населения города.

## Преступность
Уровень преступности во многих районах города очень высок. По данным ФБР в 2005 году Окленд занимал первое место по уровню убийств в Калифорнии и десятое место в США среди городов с населением более 250 000 человек.

## Спорт
В Окленде базируется бейсбольный клуб «Окленд Атлетикс» (англ. Oakland Athletics). С 1966 по 2019 годы в городе проводила свои домашние матчи баскетбольная команда «Голден Стэйт Уорриорз» (англ. Golden State Warriors), а с 1960 по 1981 и с 1995 по 2019 в городе выступал футбольный клуб «Окленд Рэйдерс» (англ. Oakland Raiders).

## Образование

### Школы
- 59 начальных школ
- 23 средние школы
- 19 старших школ.

### Высшее образование
- Peralta Community College District
  - Лени-колледж
  - Мерритт-колледж
- Калифорнийский колледж искусств
- Holy Names University
- Университет Линкольна
- Миллс-колледж
- Университет Паттена
- Университет Самуэля Мерритта
- Университет Окстердам (в России известен как Университет марихуаны).

В Окленде находится штаб-квартира системы Калифорнийского университета, офис президента Калифорнийского университета.

## Музыка
В Окленде базируется панк-рок группа Green Day. Их студия находится за городом, а стены самого города исписаны граффити в виде их нового альбома. Также в Окленде базируется известная метал—группа Machine Head и рок-группа Persephone's Bees.

## Города-побратимы
- Марокко: Агадир
- Китай: Далянь
- Вьетнам: Дананг
- Россия: Находка (Приморский край)
- Ямайка: Очо-Риос
- Куба: Сантьяго-де-Куба
- Гана: Секонди-Такоради
- Япония: Фукуока